# Verenahof
Verenahof (toponimo tedesco, noto anche come Büttenharter Hof) è un piccolo rione del comune svizzero di Büttenhardt, nel Canton Sciaffusa.

## Storia
Fino al 4 ottobre 1967 la località, costituita da tre case, alcune stalle coloniche e 24 abitanti, è stata un'exclave tedesca in Svizzera geograficamente separata dal territorio tedesco da qualche centinaia di metri di territorio elvetico; amministrativamente era governata dal comune di Wiechs am Randen (successivamente inglobato in quello di Tengen). Passò alla Svizzera nel 1967 assieme col trattato di Büsingen firmato nel 1964.